# Mimi Thoma
Mimi Thoma (* 9. Oktober 1909 in München; † 16. Mai 1968 in Köln) war eine auch international bekannte deutsche Kabarettistin und Chansonnière.

## Leben
Mimi Thoma, die zuerst eine Ausbildung als Krankenschwester absolvierte, was ihrem jugendlichen Berufswunsch Kinderkrankenschwester geschuldet war, begann relativ spät ihre künstlerische Karriere. Daher wurde sie, eine Nichte des Dichters Ludwig Thoma, in Deutschland erst in den 1930er und 1940er Jahren als Kabarettistin und Chansonnière einem breiten Publikum bekannt. Sie nahm in dieser Zeit zahlreiche Schallplatten für Polydor, Telefunken und die Deutsche Grammophon auf, die teilweise auch für den internationalen Markt bestimmt waren.
Ihre kabarettistische Karriere begann bereits 1930, als Peter Paul Althaus sein literarisches Kabarett „Der Zwiebelfisch“ gründete. Thoma arbeitete dort von Beginn an neben bekannten Namen wie Gustl Weigert, Marietta, Ludwig Kusche und anderen großen Schwabingern.
Während der Nazizeit gab es auch von ihr, die wie viele ihrer Kollegen und Kolleginnen an ihr deutschsprachiges Publikum gebunden war, Gastspielauftritte im Sinne der nationalsozialistischen Propaganda. Beispielsweise gastierte sie auf verschiedenen, von der „Bunte Bühne“ München präsentierten Abendveranstaltungen der Mitglieder des Reichssenders München im Hofbräusaal, auf denen sie ihr Chansonprogramm neben Charlotte Radspieler, Georg Blädel und Hans Löscher präsentierte. Auch übernahm sie zu dieser Zeit kleinere Filmrollen, wie etwa in Frank Wisbars Fährmann Maria (1936) mit Sybille Schmitz und lieh in Gustav Ucickys Tonfilm Am Ende der Welt (1943/1944 = Überläufer) Brigitte Horney ihre Gesangsstimme. Dem breiten Publikum ihrer Zeit wurde sie jedoch vor allem durch ihre Interpretation des Liedes Peterle bekannt.
Am 25. September 1945 sang Mimi Thoma Chansons anlässlich einer Wohltätigkeitsveranstaltung zu Gunsten des Roten Kreuzes im Prinzregententheater neben Gustav Fröhlich, Otto Wernicke, dem Ballett der Staatsoper und der Staatsoperette unter der musikalischen Leitung von Bertil Wetzelsberger und Kurt Graunke. 1948 begleitete sie die Tanzkapelle Die Melodias mit kleinem Orchester.
In den späteren Jahren der Nachkriegszeit konnte sie jedoch trotz andauernder Tourneen quer durch Deutschland (zwei Jahre unter Begleitung des Komponisten Gerhard Jussenhoven) nicht mehr an ihre früheren Erfolge anknüpfen und starb 1968 einsam, enttäuscht und nahezu vergessen. Bestattet wurde sie in einem Reihengrab auf dem Kölner Westfriedhof. Das Grab wurde nach Ablauf der Nutzungsfrist abgeräumt.
Fast 25 Jahre nach ihrem Tode wurde das von ihr interpretierte Kinderlied Mamatschi für Steven Spielbergs mehrfach mit dem Oscar preisgekröntes Filmdrama Schindlers Liste (1993) eingesetzt.

## Filmografie
- 1936: Fährmann Maria
- 1943/47: Am Ende der Welt (Gesang synchron für B. Horney: Gewiss Cherie, Ich weiß ein Lied aus alter Zeit)

## Diskografie (alphabetisch)
Legende:

Titel (Subtitel) – (Info, Label (Sublabel) Katalognr./PlattenseiteLied~Matrizennr., Aufnahmeort und Datum)

(Die Matrizennummer wird aus Platzgründen nur je einmal angegeben und gilt für alle Platten im betreffenden Eintrag.)
A
- Abschied – (Orchesterbegleitung, Polydor 47293/A~8095 ½ GD 9)
- Alles ist Bestimmung im Leben – (Orchesterbegleitung, Polydor 47471/BB~8893 2 GR 9)
- An dich! – (Orchesterbegleitung Friedrich Meyer, Polydor 47636/B~8779-2GD9)

B
- Berceuse de Jocelyn (Ach war es nicht ein Traum) – (Klavierbegleitung, Grammophon 10653/A~7031 ½ GR 8)
- Bim Bam (Abends, wenn ich schlafen geh') – (Grammophon 47557/A~8808)
- Bobby
- Büble, mein Büble

D
- Das alte Lied – (Klavierbegleitung, Polydor 10315/A~2526 ½ GN, Berlin 1935)
- Das ist ein Lied – (Orchesterbegleitung, Polydor 47643/B~8891 2 GD 9)
- Das Mutterherz
- Der Rosenkranz
- Der Wind hat mir ein Lied erzählt – (nach Zarah Leander, 16. Dezember 1937)
- Die alte Laube (aus 'Briefe des Herzens') – (kl. Orchester Hans Bund, Polydor (Sonderklasse) 47809/B~9762 ½-GD 9)
- Die Moritat vom kleinen Gedanken – (Piano: Hans Bund, Polydor 47985/A)
- Die weißen Wolken wandern – (Orchesterbegleitung, Polydor 10665/A~7037 ½ GR 8)
- Draußen in Sievering blüht schon der Flieder – (kl. Begleitensemble, Polydor 48190/B~665KK)
- Drei kleine Liebesworte – (kl. Orchester Mehlig-Frieboes, Polydor 48119/A~697KK)
- Drei Mädels – (Marschlied, Musik: Werner Kleine, Text: Erwin Albrecht, Polydor 21113/B, 1942)
- Du – du gehst an mir vorbei – (Orchesterbegleitung, Grammophon/Polydor 47237/A~7967 ½ GD 8, 1938)
- Du hast mir einen Abschiedsbrief geschrieben – (Orchesterbegleitung, Polydor 47237/B~3513 GN 8)

E
- Ein Chanson aus der Jahrhundertwende – (Klavierbegleitung, Polydor 48152/B~799KK)
- Eine endlos lange Straße ist das Leben – (Orchesterbegleitung Friedrich Meyer, Polydor 47598/B~8811-2 GD 9)
- Eine Frau sagt nicht ja, eine Frau sagt nicht nein
- Einmal möcht' ein jeder gern mit dem Glück ein Rendezvous – (Flügel: Georg Haenzschel, Telefunken 1746/A~20267, 19. November 1934)
- Einsamer Sonntag (Szomorú vasánap) – (Violine-Klavierbegleitung, Polydor 21113/A & Polydor 47563/B~8994 ½ GD9, Berlin 1941)
- Es ist immer das alte Lied – (Orchesterbegleitung Friedrich Meyer, Polydor 47636/A~8810-2GD9)
- Es könnte sein – (kl. Orchester Mehling-Frieboes, Polydor 48110/A~661KK)
- Es sprechen so viele von Liebe, die gar nichts von Liebe versteh'n - (Klavierbegleitung Emil Jescheck, Grammophon 10361B~2612 ½, 1935)
- Ekstase (Liebe himmlische Macht) – (Klavierbegleitung, Grammophon 10653/B~7032 ½ GR 8)

F
- Fahr' mich in die Ferne, mein blonder Matrose – (Polydor 12117/B)
- Feist-Sekt-Tango – (Kapelle Joe Wick, Musik: Willy Berking, Grammophon/Polydor ?/?~555KK, 14. Juni 1948)
- Frauen und Sterne – (Klavierbegleitung, Grammophon 10349/?~2587 Berlin, 1935)

G
- Gedanken an die Mutter
- Geh' nicht fort, mein kleiner Junge – (Orchesterbegleitung Friedrich Meyer, Polydor 47564/A~87824GD9, 1941)

H
- Heidelied (aus: Fährmann Maria)
- Heimaterde

I
- Ich bin in Musik verliebt - (Orchesterbegleitung Georg Haentzschel, Grammophon 47356/8541½ GR9, 1939)
- Ich bin müde – (Pianobegleitung Hans Frieboes, Polydor 48110/B~659KK)
- Ich hab' eine kleine Philosophie – (Pianobegleitung Hans Bund, Polydor 47985/B)
- Ich hab' es oft versucht – (Orchesterbegleitung, Polydor 47471/AA~8892 2 GR9)
- Ich habe die Liebe schon einmal versäumt – (Orchesterbegleitung, Polydor 10615/B~7033 ½ GR8)
- Ich liebe die Sonne, den Mond und die Sterne – (Grammophon 47557/B~8809-4 GD 9)
- Ich möchte dir so gerne eine Freude machen
- Ich möchte mein Herz in deine Hände legen – (Orchesterbegleitung, Polydor 47695/BH~9627-GR)
- Ich sag' nicht: „Ja“, ich sag' nicht: „Nein“ – (nach Zarah Leander Orchesterbegleitung, Polydor 47534/A~8995 ½ GD9)
- Ich weiß ein Lied aus alter Zeit – (Synchron für Brigitte Horney in dem Tonfilm „Am Ende der Welt“, 1943)
- Ich will deine Kameradin sein – (kl. Orchester Mehlig-Frieboes, Grammophon 10316/B & Polydor 48119/B~663KK)
- Ich will nicht vergessen – (nach Zarah Leander Orchesterbegleitung, Polydor 47534/B~8997 ½ GD9)
- In der Heide – (Streichquartett und Orgel, Polydor 10461/B~6436 ½ GR8)

J
- Jede Frau braucht etwas Zärtlichkeit – (Orchesterbegleitung, Polydor 10615/A~7034 ½ GR8)
- Jeder hat einmal eine Chance

K
- Kann denn Liebe Sünde sein? – (nach Zarah Leander aus dem Tonfilm „Der Blaufuchs“ mit Georg-Haentzschel-Orchester, Polydor 47291/A~3098, Berlin 1938)
- Karaya – (am Flügel: Georg Haentzschel, Telefunken A 1746/B~20268)
- Kleiner Peter

L
- Lächeln, arme kleine Geisha – (Orchesterbegleitung Friedrich Meyer, Polydor 47437/B~8895-2 GR 9)
- Liebe war es nie – (kl. Begleitorchester Mehlig – Frieboes, Polydor 48152/A~664KK)
- Lieber guter Mond – (Orchesterbegleitung Lutz Templin, Polydor 47598/A & Polydor 47643/A~9114 ½ GD9)
- Lieber Soldat – (kl. Orchester Lutz Templin, Polydor X 47575/B~9113 5/8 GD 9)
- Lili Marleen (Lied eines jungen Wachtpostens) – (kl. Orchester Lutz Templin, Polydor 12117/A & Polydor 47575/A & Polydor X 47575/A & Polydor 48434/A~9112 5/8 GD9, 1941)

M
- Mach' die Augen auf – (kl. Begleitorchester Hans Bund, Polydor (Sonderklasse) 47809/A & Polydor 48434/B~9761 ½-GD9)
- Mach dir um mich doch bitte keine Sorgen (aus 'Briefe des Herzens') – (Musik: Gerhard Winkler, Text: Günther Schwenn, Polydor 21113/B &   	 Polydor 47666/A~9487½-GD9, 1942)
- Mamatschi – (Polydor 21113/A~?)
- Mamatschi – (Klavierbegleitung, Polydor 47563/A~91151/2GD9)
- Man sehnt sich oft im Leben nach einem guten Freund – (Orchesterbegleitung, Polydor 47293/B~8096 ½ GD 9)
- Märchen und Liebe – (Orchesterbegleitung, Grammophon 10524/B)
- Michael – (kl. Orchester Werner Schmidt-Boelcke, Polydor (Siemens Polydor) 47765/A~9969-2-GD9)
- Mit meinen Küssen auf den Lippen – (Orchesterbegleitung Friedrich Meyer, Polydor 47564/B~87834GD9)
- Morgen, ja morgen – (Orchesterbegleitung, Polydor 47359/B~8549 ½ GR 9)
- Mutter, du bist die Königin in meinem Herzen
- Mutterl Geburtstag
- Mütterlein

P
- Peterle – (Orchesterbegleitung, Grammophon 10524/A)

S
- Schlaf Liebling, schlaf und träume ein Märchen
- Schön ist die Zeit der ersten Liebe – (aus dem Tonfilm „Die große Nummer“ Orchesterbegleitung, Polydor (Siemens Polydor) 47695/AH~96261/2GR9)
- Seht's, Leute, so war's anno 30 in Wien – (kl. Begleitensemble, Polydor 48190/A~662KK)
- Sommernacht – (Begleitung Gerhard-Winkler-Orchester, Polydor 47666/B~9433½-GD9)
- Sonne wird scheinen – (Klavierbegleitung, Grammophon 10316/A)
- Sprich mir noch einmal von Liebe – (Klavierbegleitung, Grammophon 10349/?~2583, Berlin 1935)
- Sprich zu mir vom Glück

V
- Vergißmeinnicht – (Orchesterbegleitung, Polydor 10665/B~7038 ½ GR 8)

W
- Warum – (Orchesterbegleitung, Polydor 47359/A~8547 ½ GR 9)
- Was Gott zusammenfügt – (a. d. Skalden-Tonfilm „Junges Blut“ Streichquartett und Orgel, Polydor 10461/A~6435 ½ GR 8)
- Weißt Du Mutterl was i träumt hab'? – (Klavierbegleitung, Polydor 10315/B~2528 ½ GN, 1935)
- Wenn ich groß bin, liebe Mutter – (mit Carmen Lahrmann, Musik: Hugo de Groot, Text: Albert de Boog, Polydor 47096/A~7029 ½ GR 8)
- Wer weiß von uns, was morgen ist - (kl. Orchester Werner Schmidt-Boelcke, Polydor (Siemens Polydor) 47765/B~9970-2-GD9, Berlin 1943)

X Y Z
- Zwischen Traum und Wirklichkeit – (Orchesterbegleitung, Grammophon 47308/B, Berlin 1935)